# مركز الكواكب الصغيرة
مركز الكواكب الصَّغيرة (بالإنكليزية: Minor Planet Center، أو اختصاراً: MPC) هي منظَّمة رسميَّة تابعة للاتحاد الفلكي الدولي، مسؤولة عن جمع وتسجيل جميع البيانات الرصديَّة المتاحة عن الكواكب الصَّغيرة (وهو مصطلح تُقصَد به الأجرام الصغيرة في النظام الشمسي، وهي الكويكبات والمذنبات والنيازك)، واستنباط مداراتها السماويَّة بناء على تلك البيانات، ثم نشرها في الملحق الدوري لمدارات الكويكبات. يشغّل المركز عدة منشئات تساعد على أداء مهامِّه، من أبرزها مرصد كلية هارفارد والمرصد الفيزيائي الفلكي السميثونياني التابع لمركز هارفارد-سميثونيان للفيزياء الفلكية.
لدى مركز الكواكب الصغيرة موقع إلكتروني يوفِّر خدمات عدية، غرضها الأساسي هو مساعدة الرَّاصدين على إيجاد الكواكب الصغيرة من كويكبات ومذنبات، ويتيح هذا الموقع تحميل فهرس الكواكب الصغيرة الكاملة مجاناً، ويوفّر بيانات عديدة عن هذه الأجرام من بينها منحنياتها الضوئيَّة. إحدى أبرز مهام المركز هي مساعدة الراصدين على متابعة الأجرام القريبة من الأرض وحساب مداراتها.

## اقرأ أيضا
- كويكب 2009 JF1